# Tifoseria della Ternana Calcio

La tifoseria gremisce la Curva Est del Liberati nel 1992.

In questa voce sono riportate informazioni relative alla storia ed evoluzione della tifoseria della Ternana Calcio, società calcistica italiana con sede a Terni.

## Contesto
La tifoseria ternana è una delle più conosciute e rispettate dell'intero movimento ultras italiano oltreché una delle prime a essere prese di mira dalla repressione delle forze dell'ordine per i suoi modi irriverenti. I gruppi organizzati si riuniscono nella Curva Est e nella Curva Nord dello Stadio Libero Liberati.

## Orientamento politico
La tifoseria ternana segue da sempre un'ideologia politica di estrema sinistra, ispirata dalla storia culturale cittadina, dove il 26 dicembre 1904 nacque la Federazione Giovanile Repubblicana, Dagli anni '90 sono presenti anche gruppi schierati a destra.

## Fan club
Nel 2018, viene fondato il Centro Coordinamento Ternana Clubs che raccoglie tutti i club di tifosi della Ternana. I principali club affiliati sono 1° Club Rossoverde, Bar della Passeggiata, La Stirpe del Drago, Ali Rossoverdi, Memorabili Acquasparta, L’antro del Drago, Veterani Montoro, Club Radio Noce, Ternana Club Panze Allegre, S. Venanzo Rossoverde, Ternana Live Club, Fere Rieti, Fere del Nord, Fere Latina, Brasile Rossoverde.

## Tifoseria organizzata

### Curva Est
Il movimento ultras a Terni nasce nel 1974 in Curva Est con il gruppo Ultras 74. In seguito, il gruppo trainante del tifo diventa Freak Brothers, nato nel 1980. Altri gruppi importanti che affiancano i Freak Brothers sono Ultras 1974, Brigate Rossoverdi (1975) nate dalle Brigate Pablo Neruda formate dagli esuli cileni, Fedayn (1975), Potere Rossoverde (1977), Mods (1982), Collettivo Autonomo (1982), Menti Perdute (1984), Total Chaos (1984), New Bush (1990), Sioux (1988),  Park Kaos (1989), Nord Kaos (1990), Irish Clan (1991), Shining Group 1990, Cani Sciolti (1988), Uragano Rossoverde (1987), Intifada Rossoverde (1987), Gioventu Rossoverde (1990), Rude Boys, Animal House, Gang Autonoma (1994), Fronte Rossoverde (1995), Red Boys (1991). Molto attivi nel movimento ultras danno vita al Fronte di Resistenza Ultras, nato grazie alla collaborazione con i tifosi di Livorno, Ancona, Casertana, Savona e Cosenza, per seguire una lotta contro la presunta repressione dello Stato e all'ideologia di destra di alcune curve. La Curva Est si batte contro il razzismo, infatti per tre edizioni è stato organizzato il R.A.I., ovvero il Raduno Antirazzista Internazionale: mezza Italia ultras vi ha preso parte manifestando contro l'apoliticismo e il fascismo nelle curve, il razzismo, il calcio moderno e gli organi istituzionali.

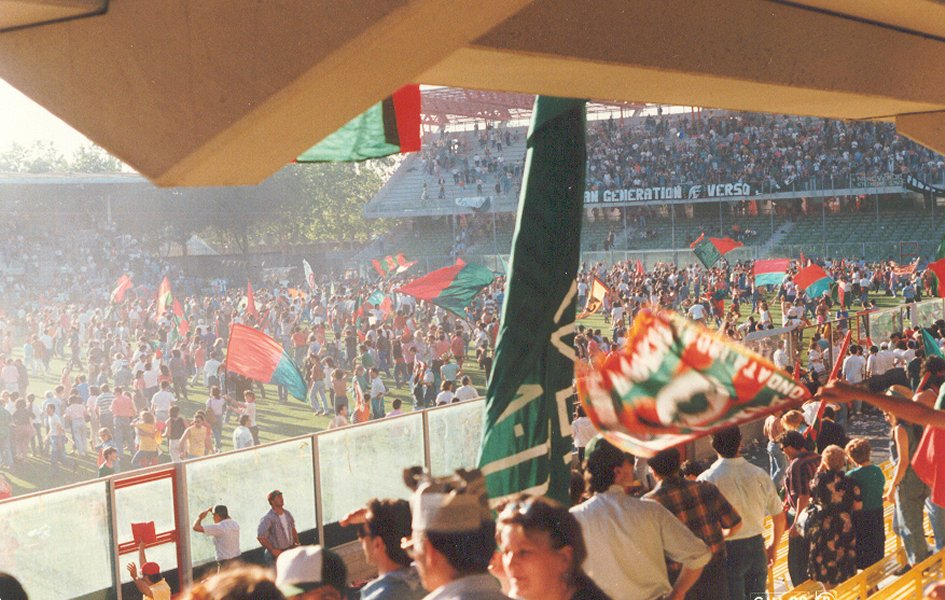
I 15000 tifosi ternani invadono il Manuzzi di Cesena al termine del vittorioso spareggio contro il del 13 giugno 1989, che sancisce il ritorno delle Fere in Serie C1.

Nel 2007, anno successivo alla retrocessione in Serie C1, si decide di non esporre più lo striscione «Freak Brothers...lo sballo continua» per protestare contro le autorizzazioni degli striscioni e delle coreografie dalla questura: così la Est decide di chiamarsi Ultras '07. Nel 2010, la Est è impegnata anche nel sociale tramite una società dilettantistica chiamata Primidellastrada Terni. Questa associazione è formata dai ragazzi della curva e si occupa di più fronti (sport e tifo, studenti e giovani, lavoro e sociale), che con l'aiuto delle varie associazioni, organi d'informazione e partiti politici locali, cerca di migliorare il territorio in tutti i suoi lati positivi e negativi, aiutare la popolazione dei quartieri più disagiati della città, beneficenza e iniziative di ogni genere. Questa associazione è un vero e proprio gruppo, essendo composto dai Freak, dai militanti dei centri sociali di sinistra ed eredi di Resistenza Ultras.
Il 3 agosto 2010 gli Ultras '07 si sciolgono a causa dell'indignazione e i rapporti pessimi con la società capeggiata da Longarini, delle pesanti diffide di alcuni dei componenti, per le normative anti-violenza e per la tessera del tifoso. È la fine, per il momento, del tifo organizzato a Terni.
Dall'ottobre 2011 il gruppo principale riprende posto in Curva Est, senza però tesserarsi e senza esporre striscioni identificativi autorizzati, per protesta contro schedature e autorizzazioni varie della questura, contro il calcio moderno e la repressione. Nella partita di addio al calcio giocato di Riccardo Zampagna (2011) e alla partita per i festeggiamenti della promozione in B del 2012, la curva si è rivestita degli striscioni Freak Brothers al primo anello e Primidellastrada al secondo, segno tangibile dell'esistenza/resistenza del gruppo traino della Est, nonostante le numerose diffide e la scelta di non autorizzare striscioni in gare ufficiali. L'anno dopo i Primidellastrada si sciolgono, dando vita al movimento politico Socialismo Patriottico non più legato alla curva.
Attualmente, i principali gruppi in Curva Est sono Vecchio Stampo Ternana, Brigata Gagarin, Intaccati e Quelli della Est, gruppo nato nel 2017.

Curva Nord durante il derby contro il Perugia del 8 marzo 1992.

### Curva Nord
Nel 1990 nascono i Nord Kaos, un nutrito gruppo di ultras che decide di uscire dalla curva Est, per fondare un gruppo indipendente da tutto e da tutti nella curva opposta a quella che era la curva principale. Rimane il gruppo principale in Curva Nord fino al suo scioglimento nel 1996.
Nell'ottobre 2012 nasce nell'omonimo settore il gruppo organizzato Curva Nord, divenuto ben presto tra i più importanti del tifo rossoverde all'inizio del XXI secolo.

## Gemellaggi e rivalità

### Gemellaggi e amicizie
| - Sampdoria (dal 1977) - Casertana (dal 1985) - Atalanta (dal 1986) | - Wacker Innsbruck (dal 2000) - St. Pauli (dal 2003) |

Per la passione dei tifosi e l'ostilità contro il razzismo, la Curva Est intrattiene buoni rapporti con alcune curve, sia italiane sia straniere: gemellaggi sussistono con gli ultras di Atalanta, Sampdoria, Casertana, St. Pauli e Wacker Innsbruck. Ottimi sono i rapporti anche con gli ultras di Celtic, Livorno, Standard Liegi, Venezia, Fano, Virtus Verona e N.E.C..

### Rivalità
(Sfottò della tifoseria ternana verso quella perugina, nell'ambito del derby dell'Umbria)
Sia per il blasone delle squadre che per il numero d'incontri, la più importante sfida regionale è quella col Perugia, così sentita da essere definita il derby dell'Umbria per antonomasia. Tale rivalità, continuamente accompagnata da incidenti (anche con le forze dell'ordine), va ben oltre la semplice connotazione calcistica, allargandosi alla contesa per l'egemonia della regione, animata dalle diversità storico-culturali (Umbri ed Etruschi), economiche (industrie siderurgiche e chimiche, dolciarie e alimentari) e molto altro ancora, la svolta per questa rivalità avviene il 22 maggio 2021, quando, nel derby in finale di Supercoppa di Serie C 2020-2021, la Ternana trionfa per una rete a zero, aggiudicandosi l'unico derby dell'Umbria ad aver mai messo in palio un trofeo. 

Un frangente del derby dell'Umbria tra Ternana e Perugia giocato nel campionato di Serie C1 1991-1992.

Altra rivalità molto sentita, è quella contro il Bari, nata a causa di vari scontri tra frange del tifo organizzato umbro e pugliese avvenuti negli anni, storico è il passaggio dell'ex giocatore biancorosso Marino Defendi alla Ternana, di cui è anche diventato capitano. 
Rivalità forte è quella con la Roma, nata negli anni settanta durante l'epoca in cui la Coppa Italia era divisa in gironi, questa rivalità negli anni ha sempre dato scena a vari scontri tra gli ultras delle due compagini. 
Molto sentite sono le rivalità con Ascoli e Brescia. Altre rivalità sono quelle con Catania, Pescara, Genoa, Fiorentina, Torino, Reggina, Napoli, Salernitana, Siena, Pisa, Empoli, Avellino, Bologna, Triestina, Palermo, Taranto, Foggia, Fidelis Andria, Foligno, Gubbio, Sambenedettese, Ancona, Fermana, Civitanovese, Arezzo, Teramo, Chieti, Virtus Lanciano, Latina, Viterbese, Rimini, Cavese, Juve Stabia e Treviso.